# كين ودارد
كين ودارد (بالإنجليزية: Ken Woodard)‏ هو لاعب كرة قدم أمريكية أمريكي، ولد في 22 يناير 1960 في ديترويت في الولايات المتحدة.

## وصلات خارجية
- كين ودارد على موقع مرجع كرة القدم المحترفة.كوم (الإنجليزية)